# 宇山日出臣
宇山日出臣（ 1944年4月9日－2006年8月3日），日本文学编辑，本名宇山秀雄，是日本“新本格”推理小说的重要推动者。

## 生涯
1967年，从同志社大学毕业的宇山秀雄加入了三井物产公司，
1969年，宇山因为想将中井英夫的《献给虚无的供物》制作成平装本加入了讲谈社文库出版部。1974年3月，宇山将《献给虚无的供物》作为讲谈社文库AX系列（日本科幻、推理小说的品牌）的首作出版，同时在1974年，宇山开始出版作为“海外科幻、推理小说品牌”海外科幻、推理小说品牌"的BX系列 ，并与星新一建立了深厚的关系。
从1981年开始，宇山作为主编出版杂志《Short Shortland》，隶属于科幻小说专门的编辑局“讲谈社文艺第三编辑局”（后来因新本格推理小说而闻名）。另一方面，自从1988年小野不由美出道开始，成为其责任编辑。
之后，宇山作为讲谈社Novels的编辑，开始负责推理小说，从1987年开始发掘新人，并与岛田庄司合作，由岛田撰写书籍推荐文，发掘了绫辻行人、法月纶太郎、我孙子武丸、歌野晶午、麻耶雄嵩等人出道，推动了“新本格”运动的诞生。“宇山日出臣”的名字也由岛田命名。
1996年，宇山作为讲谈社文艺图书第三出版部的部长，创设了梅菲斯特奖，并参与发掘了京极夏彦、西泽保彦、清凉院流水、森博嗣、舞城王太郎、西尾维新等作家。晚年虽然退任部长，但策划了《Mystery Land》书系，对太田克史等后辈编辑也产生了巨大影响。
为了表彰他的成就，2004年，宇山日出臣与户川安宣共同获得了本格推理大奖特别奖。 2005年，宇山从讲谈社退休。由于嗜酒问题，于2006年8月3日因肝硬化去世。